# Szarota

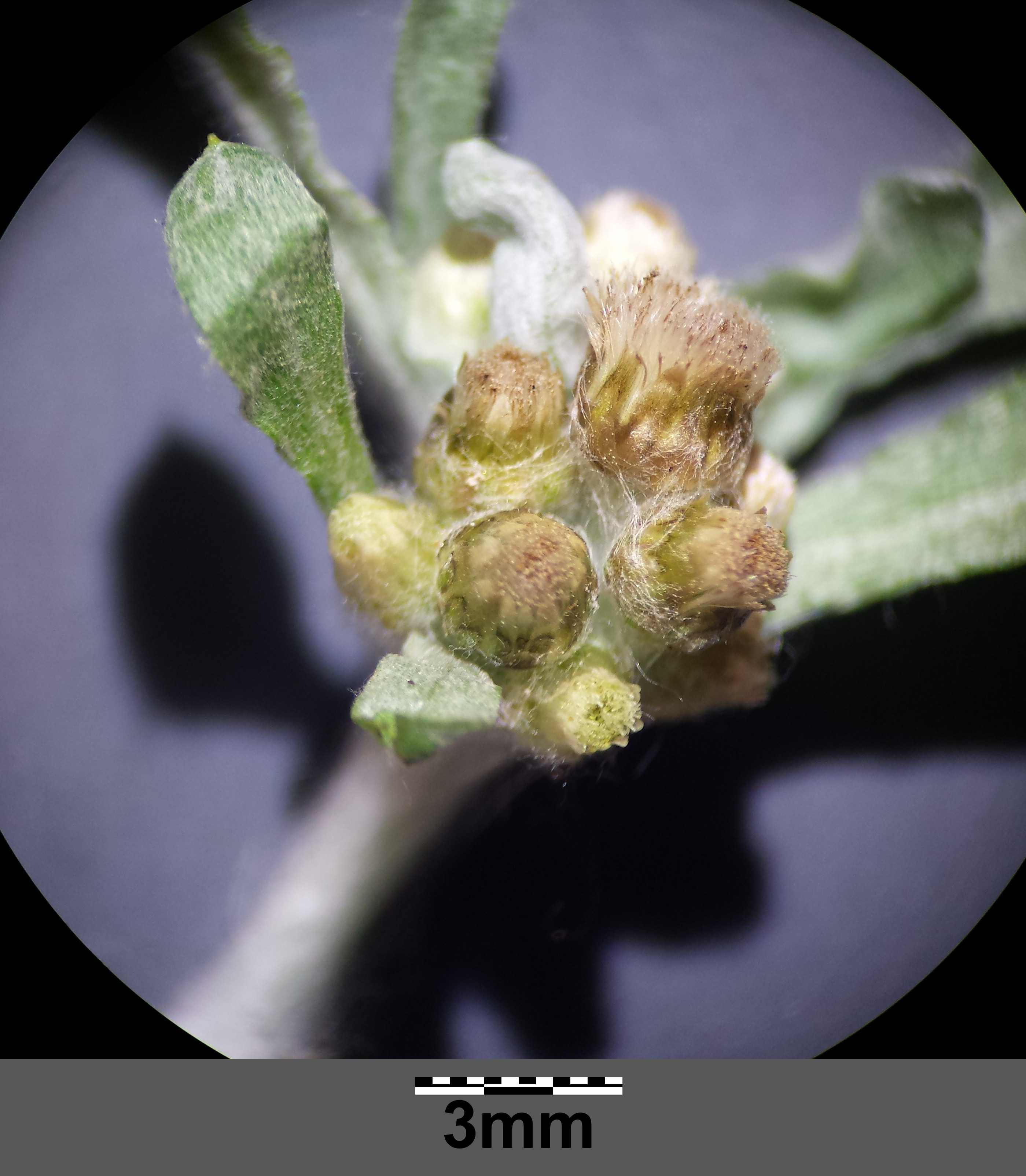
Koszyczki szaroty błotnej

Szarota (Gnaphalium L.) – rodzaj roślin z rodziny astrowatych. Obejmuje w zależności od ujęcia od ok. 40 do ok. 80–100 gatunków. Niezależnie od szerszego lub węższego ujęcia występują one niemal kosmopolitycznie na wszystkich kontynentach w strefach klimatu umiarkowanego i podzwrotnikowego. Do polskiej flory należy w szerokim ujęciu rodzaju 6 gatunków, a w wąskim ujęciu tylko jeden – szarota błotna G. uliginosum (pozostałe włączane są do rodzajów Omalotheca i Pseudognaphalium).

## Rozmieszczenie geograficzne

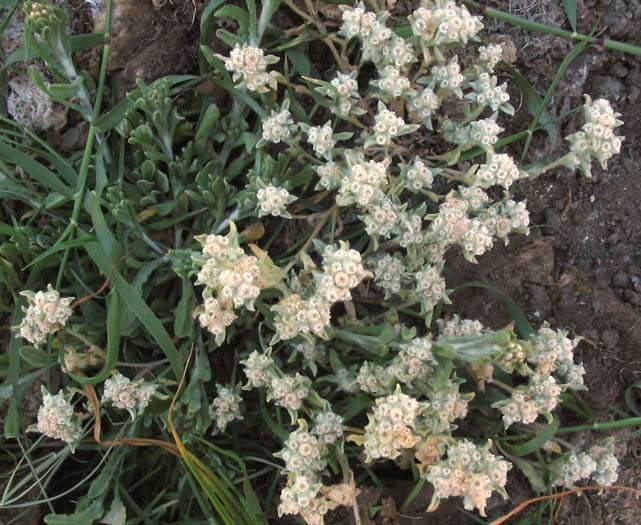
Gnaphalium palustre

Rodzaj (także w wąskim ujęciu) jest szeroko rozprzestrzeniony na wszystkich kontynentach z wyjątkiem Antarktydy. Brak jego przedstawicieli tylko na obszarach okołobiegunowych i w części strefy międzyzwrotnikowej.
Gatunki flory Polski
Pierwsza nazwa naukowa według listy krajowej, druga – obowiązująca według bazy taksonomicznej Plants of the World online (jeśli jest inna)
- szarota błotna Gnaphalium uliginosum L.
- szarota leśna Gnaphalium sylvaticum L. ≡ Omalotheca sylvatica (L.) Sch.Bip. & F.W.Schultz
- szarota Hoppego Gnaphalium hoppeanum W.D.J. Koch ≡ Omalotheca hoppeana (W.D.J.Koch) Sch.Bip. & F.W.Schultz
- szarota norweska Gnaphalium norvegicum Gunnerus ≡ Omalotheca norvegica (Gunnerus) Sch.Bip. & F.W.Schultz
- szarota drobna Gnaphalium supinum L. ≡ Omalotheca supina (L.) DC.
- szarota żółtobiała Gnaphalium luteo-album L. ≡ Pseudognaphalium luteoalbum (L.) Hilliard & B.L.Burtt

## Morfologia
PokrójNiewielkie (od kilku do 30 cm wysokości) rośliny zielne, zwykle roczne, rzadko dwuletnie i wieloletnie. Korzeń zwykle palowy, rzadziej wiązkowy. Łodyga zwykle pojedyncza i wzniesiona, od nasady zwykle z odgałęzieniami szeroko rozpostartymi, ścielącymi się i podnoszącymi. Pęd zwykle wełnisto owłosiony, ale nie gruczołowato.
LiścieSkrętoległe, siedzące. Blaszki lancetowate, łopatkowate do równowąskich, całobrzegie, z obu stron owłosione.
KwiatyZebrane w drobne i liczne koszyczki, te zaś w luźne, kulistawe, rzadziej nieco wydłużone główki. Okrywy wąsko lub szeroko dzwonkowate, o szerokości 2,5–4 mm. Listki tworzące okrywy ułożone są w 3–5 rzędach, barwy białawej do brązowej. Dno kwiatostanowe płaskie i gładkie. Na skraju koszyczków występuje od 40 do 80 kwiatów żeńskich, a w części środkowej koszyczków 4–7 kwiatów obupłciowych. Korony mają kolor biały do różowawego.
OwoceNiełupki podługowate, nagie i gładkie, rzadziej drobno brodawkowate. Puch kielichowy w postaci jednego szeregu 8–12 pierzastych szczecinek, szybko odpadających.

## Systematyka
Pozycja systematyczna
Rodzaj z rodziny astrowatych Asteraceae, w której obrębie zaliczany jest do podrodziny Asteroideae, plemienia Gnaphalieae i podplemienia Gnaphaliinae. Rodzaj jest typowym dla podplemienia i plemienia.
W szerokim ujęciu zaliczanych tu było kilka rodzajów, których odrębność potwierdziły analizy molekularne w drugiej dekadzie XXI wieku. W efekcie przez jakiś czas tu włączane rodzaje znów traktowane są jako odrębne. Dotyczy to: Euchiton, Gamochaeta, Omalotheca i Pseudognaphalium.
Wykaz gatunków
- Gnaphalium alpigenum F.Muell. ex Hook.f.
- Gnaphalium austroafricanum Hilliard
- Gnaphalium capense Hilliard
- Gnaphalium chiliastrum (Mattf.) P.Royen
- Gnaphalium chimborazense Hieron.
- Gnaphalium clemensiae Mattf.
- Gnaphalium confine Harv.
- Gnaphalium declinatum L.f.
- Gnaphalium demidium (O.Hoffm.) Hilliard & B.L.Burtt
- Gnaphalium diamantinense Paul G.Wilson
- Gnaphalium diminutivum Phil.
- Gnaphalium ecuadorense Hieron.
- Gnaphalium englerianum (O.Hoffm.) Hilliard & B.L.Burtt
- Gnaphalium exilifolium A.Nelson
- Gnaphalium filagopsis Hilliard & B.L.Burtt
- Gnaphalium flavocephalum G.L.Nesom
- Gnaphalium genevoisi Emb.
- Gnaphalium gnaphalodes (DC.) Hilliard & B.L.Burtt
- Gnaphalium griquense Hilliard & B.L.Burtt
- Gnaphalium heleios P.Royen
- Gnaphalium indutum Hook.f.
- Gnaphalium limicola Hilliard
- Gnaphalium lycopodium Pers.
- Gnaphalium maclovianum Gand.
- Gnaphalium magellanicum Sch.Bip.
- Gnaphalium nelsonii Burtt Davy
- Gnaphalium palustre Nutt.
- Gnaphalium pauciflorum DC.
- Gnaphalium peguense R.Kr.Singh
- Gnaphalium phaeolepis Phil.
- Gnaphalium pilulare Wahlenb.
- Gnaphalium polium Wedd.
- Gnaphalium polycaulon Pers.
- Gnaphalium pseudohelichrysum Reiche
- Gnaphalium puberulum DC.
- Gnaphalium rossicum Kirp.
- Gnaphalium rosulatum S.Moore
- Gnaphalium sepositum Benoist
- Gnaphalium simii (Bolus) Hilliard & B.L.Burtt
- Gnaphalium sodiroi Hieron.
- Gnaphalium stewartii C.B.Clarke ex Hook.f.
- Gnaphalium uliginosum L. – szarota błotna
- Gnaphalium unionis Sch.Bip. ex Hochst.